# Antoine Brice
Pour les articles homonymes, voir Brice.
Antoine Brice est un peintre, né le 26 mai 1752 à Bruxelles où il est mort le 23 janvier 1817.

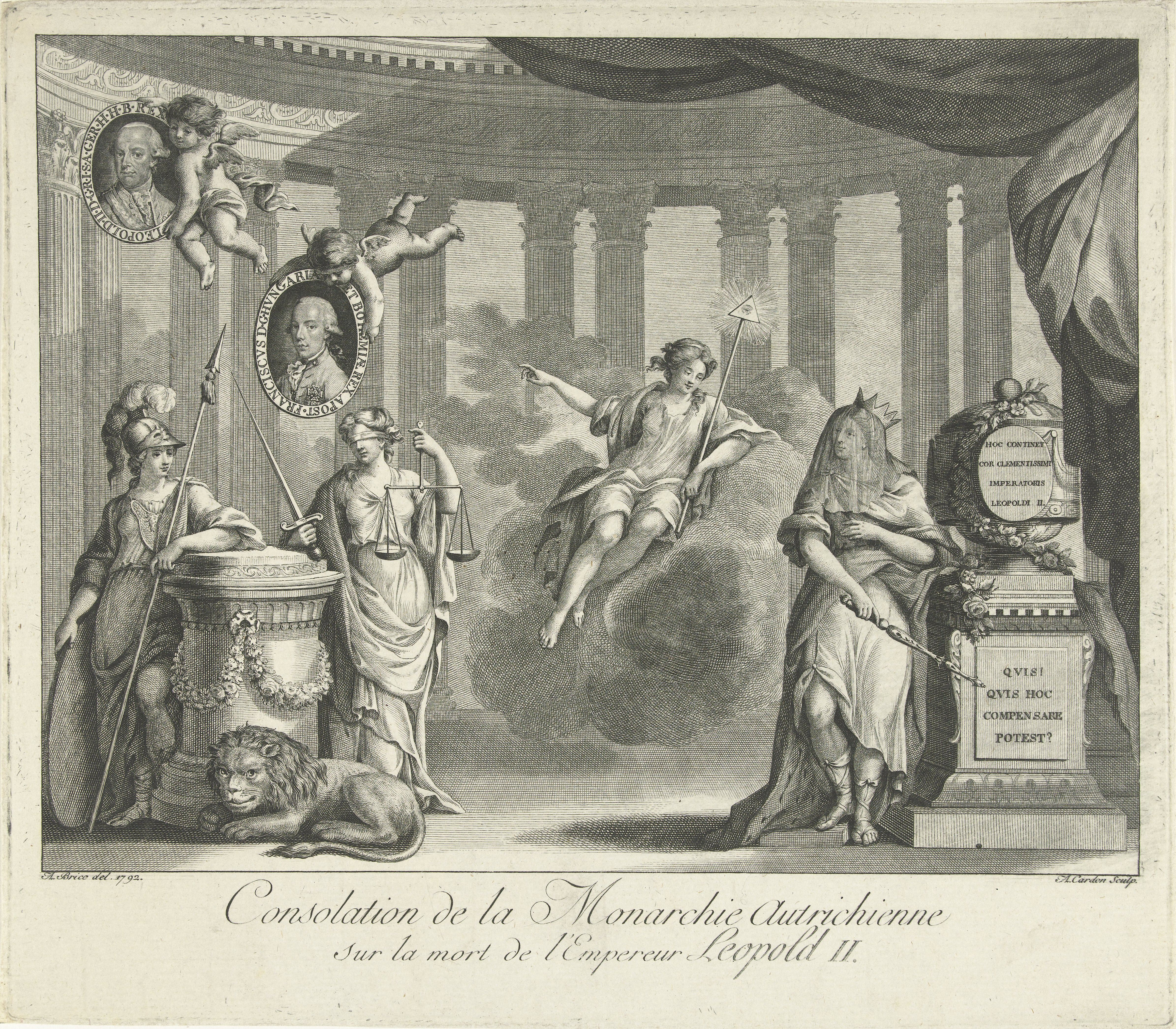
Dessin d'Antoine Brice gravé par Antoine Cardon, Consolation de la Monarchie autrichienne sur la mort de l'Empereur Léopold II

## Biographie
Antoine Brice était le fils du peintre Pierre-François Brice (1714-1794), œuvrant dans l'entourage de Charles de Lorraine.
Il commença à se former avec son père à la Cour de Bruxelles en tant que décorateur (1771-1775) et il devint maître auprès de la Corporation des Peintres de Bruxelles le 5 février 1783.
Il avait en même temps suivi une formation plus classique à l'Académie de Peinture, de Sculpture et d'Architecture de Bruxelles où il obtint un premier prix en 1776.

## Sa carrière
Cette formation et l'entourage de la Cour du Gouverneur Général le conduisirent en cette fin du XVIIIe siècle à devenir une espèce de peintre officiel mêlés aux milieux aristocratiques de Bruxelles en cette période de fin du Régime Autrichien.
Il devint donc professeur à l'Académie de Bruxelles y donnant un cours d'antique et de principes du dessin.
Il fonda en 1810, avec d'autres peintres classiques de renom (Antoine Cardon, Charles Verhulst (d), François-Joseph Navez), une Société des Amateurs d'Arts.
Il fut le maître de Jean-Baptiste Madou.
Il est le père du peintre Ignace Brice.
Antoine Brice meurt à Bruxelles le 23 janvier 1817 à l'âge de 64 ans.

## Quelques œuvres répertoriées
- 1792 : Dessin d'Antoine Brice Consolation de la Monarchie autrichienne sur la mort de l'Empereur Léopold II connu par une gravure par Antoine Cardon.
- 1792 : décoration à Bruxelles du théâtre privé[1] de François Charliers d'Odomont[2].